# Telamonia

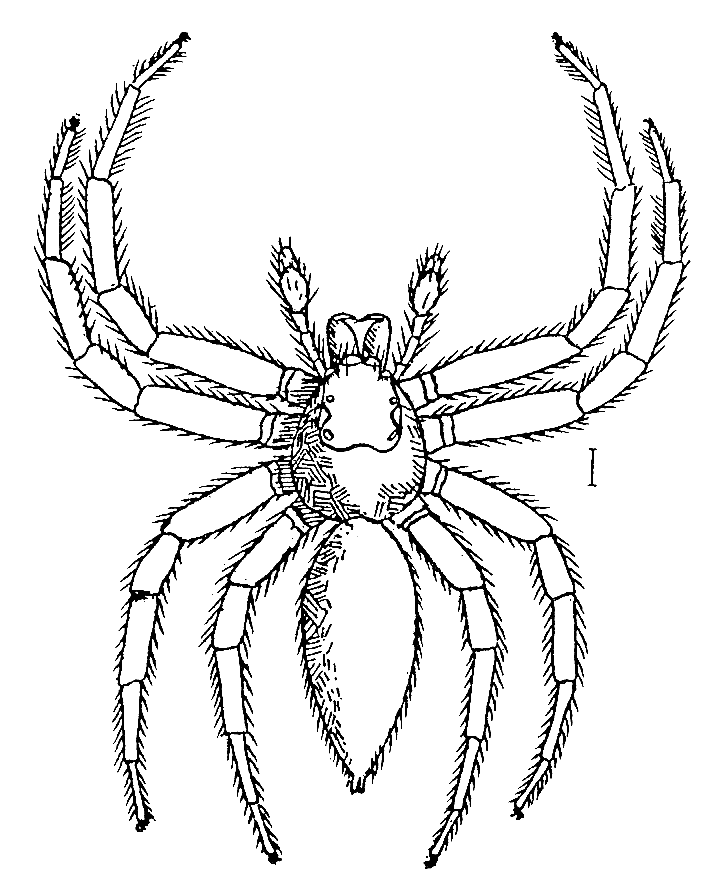
Hím Telamonia hasselti

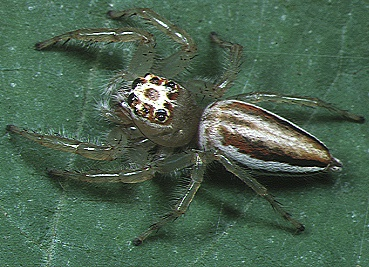
Nőstény Telamonia vlijmi

A Telamonia a pókszabásúak (Arachnida) osztályának pókok (Araneae) rendjébe, ezen belül az ugrópókfélék (Salticidae) családjába tartozó nem.

## Előfordulásuk
A Telamonia-fajok főleg Ázsia esőerdeiben, de Afrikában is előfordulnak.

## Megjelenésük
Karcsú potrohú és hosszú lábú, színes pókok. A színezet fajtól és fajon belül a nemtől is függően nagyon változó. Közös jellemzőjük a két hosszanti csík, mely eltér a testszínétől.

## Rendszerezés
A nembe az alábbi 39 faj tartozik:
- Telamonia agapeta (Thorell, 1881) — Új-Guinea
- Telamonia annulipes Peckham & Peckham, 1907 — Borneó
- Telamonia bombycina (Simon, 1902) — Borneó
- Telamonia borreyi Berland & Millot, 1941 — Mali
- Telamonia caprina (Simon, 1903) — Kína, Vietnám
- Telamonia coeruleostriata (Doleschall, 1859) — Ambon-sziget
- Telamonia comosissima (Simon, 1886) — Kongói Köztársaság
- Telamonia cristata Peckham & Peckham, 1907 — Fülöp-szigetek
- Telamonia dimidiata (Simon, 1899) — India, Bhután, Szumátra
- Telamonia dissimilis Próchniewicz, 1990 — Bhután
- Telamonia elegans (Thorell, 1887) — Mianmar, Vietnám, Indonézia
- Telamonia festiva Thorell, 1887 — Mianmartól Jáváig; típusfaj
- Telamonia formosa (Simon, 1902) — Jáva
- Telamonia hasselti (Thorell, 1878) — Mianmartól Celebeszig
- Telamonia jolensis (Simon, 1902) — Fülöp-szigetek
- Telamonia laecta Próchniewicz, 1990 — Bhután
- Telamonia latruncula (Thorell, 1877) — Celebesz
- Telamonia leopoldi Roewer, 1938 — Új-Guinea
- Telamonia livida  (Karsch, 1880) — Fülöp-szigetek
- Telamonia luteocincta (Thorell, 1891) — Malajzia
- Telamonia luxiensis Peng, Yin, Yan & Kim, 1998 – Kína
- Telamonia mandibulata Hogg, 1915 — Új-Guinea
- Telamonia masinloc Barrion & Litsinger, 1995 — Fülöp-szigetek
- Telamonia mundula (Thorell, 1877) — Celebesz
- Telamonia mustelina Simon, 1901 — Hongkong
- Telamonia parangfestiva Barrion & Litsinger, 1995 — Fülöp-szigetek
- Telamonia peckhami Thorell, 1891 — Nikobár-szigetek
- Telamonia prima Próchniewicz, 1990 — Bhután
- Telamonia resplendens Peckham & Peckham, 1907 — Borneó
- Telamonia scalaris (Thorell, 1881) — Maluku-szigetek
- Telamonia setosa  (Karsch, 1880) — Fülöp-szigetek
- Telamonia shepardi Barrion, Barrion-Dupo & Heong, 2013 – Kína
- Telamonia sponsa (Simon, 1902) — Srí Lanka
- Telamonia trabifera (Thorell, 1881) — Új-Guinea
- Telamonia trinotata Simon, 1903 — Egyenlítői-Guinea
- Telamonia trochilus (Doleschall, 1859) — Jáva
- Telamonia vidua Hogg, 1915 — Új-Guinea
- Telamonia virgata Simon, 1903 — Gabon
- Telamonia vlijmi Prószynski, 1984 — Kína, Koreai-félsziget, Japán

### Fordítás
- Ez a szócikk részben vagy egészben  a   Telamonia című angol Wikipédia-szócikk ezen változatának fordításán alapul.  Az eredeti cikk szerkesztőit annak laptörténete sorolja fel. Ez a jelzés csupán a megfogalmazás eredetét és a szerzői jogokat jelzi, nem szolgál a cikkben szereplő információk forrásmegjelöléseként.